# Behaviour (Saga)
Behaviour è il sesto album in studio del gruppo rock canadese Saga, pubblicato nel 1985.

## Tracce
Side 1
1. Listen to Your Heart – 3:56
2. Take a Chance – 3:54
3. What Do I Know? – 3:40
4. Misbehaviour – 4:04
5. Nine Lives of Miss Midi (Instrumental) – 1:17
6. You and the Night – 5:16

Side 2
1. Out of the Shadows – 4:48
2. Easy Way Out – 3:59
3. Promises – 4:12
4. Here I Am – 3:34
5. (Goodbye) Once Upon a Time – 6:38